# Tvaeronellidae
De Tvaeronellidae zijn een familie van uitgestorven kreeftachtigen uit de klasse van de Ostracoda (mosselkreeftjes).

## Taxonomie

### Onderfamilies
- Hithinae †
- Nodambichilininae †

### Geslacht
- Martinssonopsinae †